# Bahnstrecke Langå–Struer
| Bahnhof Langå (1912) |                      |                                                                             |                                                                             |
| Bahnstrecke Langå–Struer |                      |                                                                             |                                                                             |
| Streckennummer: | 32                   |                                                                             |                                                                             |
| Streckenlänge: | 102,4 km             |                                                                             |                                                                             |
| Spurweite: | 1435 mm (Normalspur) |                                                                             |                                                                             |
| Streckengeschwindigkeit: | 120 km/h             |                                                                             |                                                                             |
| Zugbeeinflussung: | ETCS                 |                                                                             |                                                                             |
| |                      |                                                                             |                                                                             |
| \| \| \| Bahnstrecke Randers–Aarhus von Randers \| \| \| \| 0,0 \| Langå \| 6,8 m.o.h. \| \| \| \| Bahnstrecke Randers–Aarhus nach Aarhus \| \| \| \| 1,0 \| Beginn ETCS-Strecke[1] \| Beginn ETCS-Strecke[1] \| \| \| 3 \| Åbro \| 9,2 m.o.h. \| \| \| 7,2 \| Ulstrup (ferngesteuert) \| 6,1 m.o.h. \| \| \| 16,0 \| Bjerringbro \| 7,7 m.o.h. \| \| \| 21 \| Tange (Fahrkartenverkaufsstelle, bis 26. Mai 1979) \| 15,7 m.o.h. \| \| \| 26,9 \| Rødkærsbro \| 31,3 m.o.h. \| \| \| \| Silkeborg–Kjellerup–Rødkærsbro Jernbane nach Silkeborg \| \| \| \| \| Hafenbahn Rindsholm \| \| \| \| 34,3 \| Rindsholm (bis 1970 Pers.-Halt) \| 14 m.o.h. \| \| \| \| Mariager-Faarup-Viborg Jernbane von Mariager \| \| \| \| \| Herning-Viborg banen von Herning \| \| \| \| \| \| \| \| \| \| Streckenführung bis 1. Dezember 1896 \| \| \| \| \| zum alten Bahnhof \| \| \| \| \| Viborg alter Bahnhof \| \| \| \| 40,2 \| Viborg (ab 1. Dezember 1896) \| 31,2 m.o.h. \| \| \| \| \| \| \| \| \| Himmerlandsbanerne nach Aalestrup \| \| \| \| \| alte Streckenführung bis 26. Oktober 1943 \| \| \| \| 47,6 \| Ravnstrup (alter Bahnhof bis 1943) \| 18,8 m.o.h. \| \| \| \| Ravnstrup (ab 26. Oktober 1943, bis 31. Mai 1970 Pers.-Halt) \| 18 m.o.h. \| \| \| \| neue Streckenführung ab 26. Oktober 1943 \| \| \| \| 51,9 \| Sparkær (bis 26. Mai 1979 Bhf., ab 11. Dez. 2022 Hst) \| 20,3 m.o.h. \| \| \| 57,0 \| Stoholm \| 15,2 m.o.h. \| \| \| 63 \| Søby \| 13,2 m.o.h. \| \| \| 64,9 \| Højslev (ab 1970) \| 2,9 m.o.h. \| \| \| \| Skive H Signal Blokpost (15. Mai 1884–2. Febr. 1962) \| 2,1 m.o.h. \| \| \| \| Streckenführung bis 2. Febr. 1962 \| \| \| \| \| \| \| \| \| \| Karup Å \| \| \| \| 70,5 \| Skive (ab 2. Febr. 1962) \| 7,1 m.o.h. \| \| \| \| Skive H (ab 23. Mai 1927 Skive Hovedbanegård, bis 1962) \| 3,5 m.o.h. \| \| \| \| Karup Å \| \| \| \| \| Hafenbahn Skive (ab 18. Dezember 1870) \| \| \| \| \| Skive Nord (bis 1962) \| \| \| \| \| Sallingbanen von Glyngøre/Skive-Vestsalling Jernbane von Spøttrup (ab 1962) \| \| \| \| \| Holstebrovej, 132 m (ab 1962) \| \| \| \| \| Skive Nord (ab 1962) \| \| \| \| \| Skive-Vestsalling Jernbane nach Spøttrup \| \| \| \| \| Sallingbanen nach Glyngøre \| \| \| \| 74,0 \| Anschluss Estvad, (17. Okt. 1865–1962) \| 18,6 m.o.h. \| \| \| 78,0 \| Rønbjerg (Pers.-Halt bis 26. Mai 1979) \| 20,6 m.o.h. \| \| \| 83 \| Hvidemose (1875–1971) \| 27 m.o.h. \| \| \| 89,1 \| Vinderup (im Pers.-Verkehr seit 1973 Haltepunkt) \| 7,8 m.o.h. \| \| \| 93,0 \| Hanbjerg (1873–26. Mai 1979) \| 3,3 m.o.h. \| \| \| 101,5 \| Den vestjyske længdebane nach Holstebro \| Den vestjyske længdebane nach Holstebro \| \| \| 102,4 \| Struer \| 6,5 m.o.h. \| \| \| \| Thybanen nach Thisted \| \| \| \| \| \| \| \| Quellen: [2][1] \| \| \| \| |                      |                                                                             |                                                                             |
| Strecke |                      | Bahnstrecke Randers–Aarhus von Randers                                      | Bahnstrecke Randers–Aarhus von Randers                                      |
| Bahnhof | 0,0                  | Langå                                                                       | 6,8 m.o.h.                                                                  |
| Abzweig geradeaus und nach links |                      | Bahnstrecke Randers–Aarhus nach Aarhus                                      | Bahnstrecke Randers–Aarhus nach Aarhus                                      |
| Grenze | 1,0                  | Beginn ETCS-Strecke                                                         | Beginn ETCS-Strecke                                                         |
| ehemaliger Haltepunkt / Haltestelle | 3                    | Åbro                                                                        | 9,2 m.o.h.                                                                  |
| Bahnhof | 7,2                  | Ulstrup (ferngesteuert)                                                     | 6,1 m.o.h.                                                                  |
| Bahnhof | 16,0                 | Bjerringbro                                                                 | 7,7 m.o.h.                                                                  |
| ehemaliger Bahnhof | 21                   | Tange (Fahrkartenverkaufsstelle, bis 26. Mai 1979)                          | 15,7 m.o.h.                                                                 |
| Bahnhof | 26,9                 | Rødkærsbro                                                                  | 31,3 m.o.h.                                                                 |
| Abzweig geradeaus und ehemals nach links |                      | Silkeborg–Kjellerup–Rødkærsbro Jernbane nach Silkeborg                      | Silkeborg–Kjellerup–Rødkærsbro Jernbane nach Silkeborg                      |
| Abzweig geradeaus und ehemals von links |                      | Hafenbahn Rindsholm                                                         | Hafenbahn Rindsholm                                                         |
| Dienststation / Betriebs- oder Güterbahnhof | 34,3                 | Rindsholm (bis 1970 Pers.-Halt)                                             | 14 m.o.h.                                                                   |
| Abzweig geradeaus und ehemals von links |                      | Mariager-Faarup-Viborg Jernbane von Mariager                                | Mariager-Faarup-Viborg Jernbane von Mariager                                |
| Abzweig geradeaus und ehemals von links |                      | Herning-Viborg banen von Herning                                            | Herning-Viborg banen von Herning                                            |
| Strecke von links (außer Betrieb) · Abzweig geradeaus und ehemals nach rechts |                      |                                                                             |                                                                             |
| Abzweig geradeaus und von links (Strecke außer Betrieb) · Kreuzung (Querstrecke außer Betrieb) · Strecke von rechts (außer Betrieb) |                      | Streckenführung bis 1. Dezember 1896                                        | Streckenführung bis 1. Dezember 1896                                        |
| Strecke (außer Betrieb) · Strecke · Strecke (außer Betrieb) |                      | zum alten Bahnhof                                                           | zum alten Bahnhof                                                           |
| Kopfbahnhof Streckenende (Strecke außer Betrieb) · Strecke · Strecke (außer Betrieb) |                      | Viborg alter Bahnhof                                                        | Viborg alter Bahnhof                                                        |
| Bahnhof · Strecke (außer Betrieb) | 40,2                 | Viborg (ab 1. Dezember 1896)                                                | 31,2 m.o.h.                                                                 |
| Abzweig geradeaus und ehemals von links · Abzweig geradeaus und nach rechts (Strecke außer Betrieb) |                      |                                                                             |                                                                             |
| Abzweig geradeaus und ehemals nach rechts · Strecke (außer Betrieb) |                      | Himmerlandsbanerne nach Aalestrup                                           | Himmerlandsbanerne nach Aalestrup                                           |
| Abzweig geradeaus und ehemals nach links · Abzweig geradeaus und von rechts (Strecke außer Betrieb) |                      | alte Streckenführung bis 26. Oktober 1943                                   | alte Streckenführung bis 26. Oktober 1943                                   |
| Strecke · Bahnhof (Strecke außer Betrieb) | 47,6                 | Ravnstrup (alter Bahnhof bis 1943)                                          | 18,8 m.o.h.                                                                 |
| Dienststation / Betriebs- oder Güterbahnhof · Strecke (außer Betrieb) |                      | Ravnstrup (ab 26. Oktober 1943, bis 31. Mai 1970 Pers.-Halt)                | 18 m.o.h.                                                                   |
| Abzweig geradeaus und ehemals von links · Strecke nach rechts (außer Betrieb) |                      | neue Streckenführung ab 26. Oktober 1943                                    | neue Streckenführung ab 26. Oktober 1943                                    |
| Haltepunkt / Haltestelle | 51,9                 | Sparkær (bis 26. Mai 1979 Bhf., ab 11. Dez. 2022 Hst)                       | 20,3 m.o.h.                                                                 |
| Bahnhof | 57,0                 | Stoholm                                                                     | 15,2 m.o.h.                                                                 |
| ehemaliger Haltepunkt / Haltestelle | 63                   | Søby                                                                        | 13,2 m.o.h.                                                                 |
| Bahnhof | 64,9                 | Højslev (ab 1970)                                                           | 2,9 m.o.h.                                                                  |
| ehemalige Blockstelle |                      | Skive H Signal Blokpost (15. Mai 1884–2. Febr. 1962)                        | 2,1 m.o.h.                                                                  |
| Strecke von links (außer Betrieb) · Abzweig geradeaus und ehemals nach rechts |                      | Streckenführung bis 2. Febr. 1962                                           | Streckenführung bis 2. Febr. 1962                                           |
| Strecke (außer Betrieb) · Abzweig geradeaus und ehemals nach links · Strecke von rechts (außer Betrieb) |                      |                                                                             |                                                                             |
| Strecke (außer Betrieb) · Brücke über Wasserlauf · Strecke (außer Betrieb) |                      | Karup Å                                                                     | Karup Å                                                                     |
| Strecke (außer Betrieb) · Bahnhof · Strecke (außer Betrieb) | 70,5                 | Skive (ab 2. Febr. 1962)                                                    | 7,1 m.o.h.                                                                  |
| Bahnhof (Strecke außer Betrieb) · Strecke · Strecke (außer Betrieb) |                      | Skive H (ab 23. Mai 1927 Skive Hovedbanegård, bis 1962)                     | 3,5 m.o.h.                                                                  |
| Brücke über Wasserlauf (Strecke außer Betrieb) · Strecke · Brücke über Wasserlauf (Strecke außer Betrieb) |                      | Karup Å                                                                     | Karup Å                                                                     |
| Abzweig geradeaus und nach rechts (Strecke außer Betrieb) · Strecke · Strecke (außer Betrieb) |                      | Hafenbahn Skive (ab 18. Dezember 1870)                                      | Hafenbahn Skive (ab 18. Dezember 1870)                                      |
| Bahnhof (Strecke außer Betrieb) · Strecke · Strecke (außer Betrieb) |                      | Skive Nord (bis 1962)                                                       | Skive Nord (bis 1962)                                                       |
| Abzweig geradeaus und von links (Strecke außer Betrieb) · Abzweig geradeaus und ehemals nach rechts · Strecke (außer Betrieb) |                      | Sallingbanen von Glyngøre/Skive-Vestsalling Jernbane von Spøttrup (ab 1962) | Sallingbanen von Glyngøre/Skive-Vestsalling Jernbane von Spøttrup (ab 1962) |
| Tunnel (Strecke außer Betrieb) · Strecke · Strecke (außer Betrieb) |                      | Holstebrovej, 132 m (ab 1962)                                               | Holstebrovej, 132 m (ab 1962)                                               |
| Haltepunkt / Haltestelle (Strecke außer Betrieb) · Strecke · Strecke (außer Betrieb) |                      | Skive Nord (ab 1962)                                                        | Skive Nord (ab 1962)                                                        |
| Abzweig geradeaus und nach links (Strecke außer Betrieb) · Strecke · Strecke (außer Betrieb) |                      | Skive-Vestsalling Jernbane nach Spøttrup                                    | Skive-Vestsalling Jernbane nach Spøttrup                                    |
| Strecke (außer Betrieb) · Abzweig geradeaus und ehemals von links · Strecke nach rechts (außer Betrieb) |                      | Sallingbanen nach Glyngøre                                                  | Sallingbanen nach Glyngøre                                                  |
| Abzweig geradeaus und ehemals von links | 74,0                 | Anschluss Estvad, (17. Okt. 1865–1962)                                      | 18,6 m.o.h.                                                                 |
| Dienststation / Betriebs- oder Güterbahnhof | 78,0                 | Rønbjerg (Pers.-Halt bis 26. Mai 1979)                                      | 20,6 m.o.h.                                                                 |
| ehemaliger Haltepunkt / Haltestelle | 83                   | Hvidemose (1875–1971)                                                       | 27 m.o.h.                                                                   |
| Bahnhof | 89,1                 | Vinderup (im Pers.-Verkehr seit 1973 Haltepunkt)                            | 7,8 m.o.h.                                                                  |
| ehemaliger Haltepunkt / Haltestelle | 93,0                 | Hanbjerg (1873–26. Mai 1979)                                                | 3,3 m.o.h.                                                                  |
| Abzweig geradeaus und von links | 101,5                | Den vestjyske længdebane nach Holstebro                                     | Den vestjyske længdebane nach Holstebro                                     |
| Bahnhof | 102,4                | Struer                                                                      | 6,5 m.o.h.                                                                  |
| Strecke |                      | Thybanen nach Thisted                                                       | Thybanen nach Thisted                                                       |
| |                      |                                                                             |                                                                             |
| Quellen: |                      |                                                                             |                                                                             |

Die Bahnstrecke Langå–Struer ist eine eingleisige Bahnstrecke in Midtjylland, Dänemark. Sie verbindet die Orte Langå und Struer. Nach der Bahnstrecke Randers–Aarhus war diese Strecke die zweite gebaute Bahnstrecke in der Region.

## Geschichte
Die Strecke wurde im Auftrag des dänischen Staates von Peto, Brassey and Betts für den Betrieb durch den Staat erbaut. Der Abschnitt Langå–Viborg wurde am 21. Juli 1863, der Abschnitt Viborg–Skive am 17. Oktober 1864 und das Reststück Skive–Struer am 17. November 1865 in Betrieb genommen. Der Deutsch-Dänische Krieg 1864 verzögerte die Eröffnung der Strecken westlich von Viborg.

## Spätere Streckenumbauten
Die Strecke  Skive–Struer führte zunächst durch Ravnstrup und erreichte den alten Bahnhof in Viborg. Dieser war ein Kopfbahnhof, denn sowohl die Strecke von Langå als auch die Strecke von Skive kamen aus Süden.

### Viborg 1896
1896 wurde in Viborg ein gemeinsamer Durchgangsbahnhof in Betrieb genommen. Zunächst wurde nur die nötigste Verlegung durchgeführt. Diese erfolgte im Südwesten außerhalb von Viborg und wurde mit einer scharfen Kurve in Richtung der Strecke von 1864 beim Transiggårdvej verbunden.

### Ravnstrup 1943
Mit dieser Streckenführung war ein Umweg durch den Ort Ravnstrup verbunden. Am 26. Oktober 1943 wurde die Strecke auf einer Länge von sieben Kilometern verlegt. Die neue Strecke ist 1,4 km kürzer als die alte, besitzt größeren Krümmungsradien und eine geringere Steigerung. Der Ort Ravnstrup erhielt einen neuen Bahnhof an der verlegten Strecke.

### Skive
Der Bahnhof Skive wurde 1864 als Kopfbahnhof östlich der Stadt angelegt, um keine Brücke über den Karup Å bauen zu müssen. Mit der Erweiterung der Strecke nach Struer 1865 wurde die Strecke südlich an der Stadt vorbeigeführt, der Brückenbau war dort dennoch notwendig. Die Weiterfahrt nach Struer war nur über eine Sägezahnfahrt bis zur Betriebsstelle Skive sporskifte möglich. Dort konnte über eine Weiche die am Bahnhof vorbeiführende Strecke erreicht werden. Erst 1962 wurde als dritter Bahnhof der Stadt ein Durchgangsbahnhof gebaut. Dadurch wurde eine vier Kilometer lange Verschwenkung der Bahnstrecke notwendig. Drei Kilometer der alten Strecke in der Nähe des Karup Å sind als Weg erhalten geblieben.

## Verkehr
Seit Januar 2003 wird die Strecke im Regionalverkehr von Arriva bedient. Dazu führt Danske Statsbaner täglich Intercity-Verbindungen von Struer nach København H und zum Bahnhof Kastrup am Flughafen Kopenhagen-Kastrup.
Gemäß einer Ausschreibung des Transport-, Bygnings- og Boligministeriet (deutsch Ministeriums für Verkehr, Bau und Wohnungswesen) für die Durchführung des Regionalverkehrs in Dänemark durch private Anbieter wurde ab Dezember 2020 die Vergabe der Zugleistungen zwischen Langå und Struer per Vertrag über acht Jahre festgeschrieben. Mit Übernahme von Arriva Danmark übernahm 2024 GoCollective den Verkehrsvertrag.